# Briggitte Bozzo
Briggitte Bozzo (sinh ngày 19 tháng 8 năm 2001), là một nữ diễn viên nhí đến từ Venezuela.

## Đóng phim
| Năm           | Chức vụ                 | Vai trò                             | Ghi chú         |
| ------------- | ----------------------- | ----------------------------------- | --------------- |
| 2011          | Amar de nuevo           | Flor                                |                 |
| 2012          | Abismo de pasión        | Elisa Casta                         | 13 tập          |
| 2012 20122013 | Corazón valiente        | Génesis Arroyo                      |                 |
| 20132012014   | Quiero                  | Valeria                             | 102 tập         |
| 2014          | Señora Acero            | Patricia Flores                     | 12 tập (phần 1) |
| 20142012018   | Como xúc xắc el dicho   | Vai trò khác nhau                   | 5 tập           |
| 20162012017   | Silvana tội lỗi         | María Guadalupe "Lupita" Villaseñor | 100 tập         |
| 2017          | El vuelo de la Victoria | Ángela                              | 34 tập          |
| 20172012018   | Papá a toda madre       | Juana Cruz                          | 2 tập           |
| 2018 20152019 | Như                     | Kathy Alonso                        | 66 tập          |

## Phần thưởng và đề cử
| Năm  | Giải thưởng               | thể loại          | Đề cử công trình | Kết quả |
| ---- | ------------------------- | ----------------- | ---------------- | ------- |
| 2012 | Premios People en Español | Người mới của năm | Corazón valiente | Đề cử   |